# Stan Getz
Pour les articles homonymes, voir Getz.
Stanley Gayetzsky, plus connu sous le nom de Stan Getz, né le 2 février 1927 à Philadelphie en Pennsylvanie et mort le 6 juin 1991 à Malibu en Californie, est un saxophoniste américain. Il est considéré comme l'un des plus grands saxophonistes ténor. On le surnommait « The Sound » (« Le Son »), en raison de sa sonorité immédiatement identifiable.

## Biographie
Après s'être essayé au basson et à la contrebasse, Stan Getz fait ses débuts au saxophone ténor chez Dick Rogers en 1942, alors qu'il a 15 ans. Avant d'être engagé par Stan Kenton en 1944, il effectue des stages chez Jack Teagarden, Dale Jones et Bob Chester. Puis il joue avec les orchestres de Jimmy Dorsey, Benny Goodman, Randy Brooks, Buddy Morrow et Herbie Fields. Installé en Californie, il s'associe avec Butch Jones, dirige un trio, et est engagé par Woody Herman (1947-1949). Au sein de cette formation, il participe aux travaux des Four Brothers, surnom de la section des saxophonistes où figurent Zoot Sims, Herbie Steward et Serge Chaloff et enregistre en 1948 deux titres Four brothers et Early autumn dont le solo est passé à la postérité.

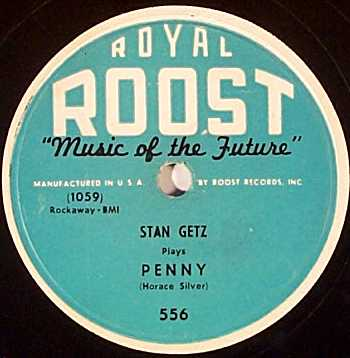
Disque 78 tours Penny (Horace Silver) de Stan Getz pour Roost Records au début des années 1950.

En 1950, il enregistre des séances en leader pour le label Roost avec les pianistes Al Haig et Horace Silver. De 1951 à 1952, il joue avec le guitariste Jimmy Raney qui a rencontré Getz pour la première fois en 1945 à Chicago. Il enregistre notamment avec lui une remarquable séance « live » au Storyville de Boston le 28 octobre 1951.
Il signe un contrat avec le producteur Norman Granz à la fin de l'année 1952. Il est accompagné pour ses premières séances pour Granz par le pianiste Duke Jordan. La pochette de l'album The Artistry of Stan Getz montre Getz recevant un baiser de son jeune fils. L'instabilité causée par sa consommation de drogues provoque le départ de Jimmy Raney en cette fin d'année 1952. Il est remplacé par le tromboniste Bob Brookmeyer.
En juin 1953, il joue avec Chet Baker au club d'Hollywood "The Haig".
En décembre 1953, il enregistre avec Dizzy Gillespie. Ce même mois, il est arrêté pour consommation d'héroïne. Le mois suivant, il est arrêté une nouvelle fois pour vol de barbituriques dans une pharmacie de Seattle. Des photographies de cette dernière arrestation sont largement diffusées dans la presse.
Entre ces deux arrestations, il enregistre une séance avec le pianiste Jimmy Rowles.
De 1955 et 1957, il enregistre abondamment pour le label Verve de Norman Granz avec Lionel Hampton, Sonny Stitt, Gerry Mulligan, Conte Candoli, Lou Levy.
Il participe aux concerts du JATP, dont le mémorable concert du 29 septembre 1957 à l'Opéra House de Chicago avec Jay Jay Johnson et Oscar Peterson.
En 1958, il se produit en Europe et participe à Paris à la bande originale du film Les Tricheurs.
En 1961, il enregistre, accompagné d'un orchestre symphonique, le disque ambitieux Focus avec le compositeur et arrangeur Eddie Sauter.
En 1962, il découvre le Brésil et la bossa nova. Il enregistre à New York en 1963 le fameux album Getz/Gilberto avec le « père » de la bossa nova, João Gilberto et aussi la participation de son épouse Astrud notamment dans une version du standard de Tom Jobim et Vinícius de Moraes : Garota de Ipanema qui deviendra en anglais The Girl from Ipanema et sera la version de ce morceau la plus connue et la plus jouée sur les radios. C'est Getz lui-même qui a l'idée de faire reprendre les paroles de la chanson en anglais par Astrud Gilberto, qui n'était pas connue comme chanteuse à l'époque, paroles que João chante en portugais au début de cette version.
Il dirige de petits groupes, parmi lesquels figurent Gary Burton, la chanteuse Astrud Gilberto, avec laquelle il entretient une liaison, le guitariste Charlie Byrd et se produit dans de nombreuses salles, dont le Go-Go de New York, ou il enregistre, avec Astrud, l'album Getz au Go-Go, qui contient notamment une version très personnelle d'un autre standard de Jazz : Summertime.
Il est un des heureux bénéficiaires de cette vogue de la bossa et découvreur de jeunes talents comme les pianistes Chick Corea, Joanne Brackeen et Andy Laverne. Il aide aussi à la redécouverte d'un savoureux pianiste en la personne de Jimmy Rowles. Il joue jusqu'à la fin de sa vie avec beaucoup de musiciens, essentiellement en quartet, avec toujours autant d'inspiration. D'ailleurs en 1972, Stan Getz publie l'album Captain Marvel avec justement Chick Corea au piano électrique qui contient des morceaux composés par ce dernier, dont La Fiesta tiré du premier album de son groupe Return to Forever, les autres musiciens sur cet album de Stan Getz sont Stanley Clarke et Airto Moreira de Return to Forever. En mars 1991, quelques mois avant sa disparition, il se produit en duo avec le pianiste Kenny Barron au "Jazzhus Montmartre" de Copenhague.
Stan Getz est l'un des plus importants saxophonistes de jazz. Chef de file de l'école cool, il produit une sonorité douce et feutrée inspirée par le jeu novateur de son ainé Lester Young. Tendre, éthérée, élégante, sa musique contraste avec la rudesse des disciples de Coleman Hawkins, à la crudité du blues et aux duretés virtuoses du bebop. Elle eut une influence prépondérante sur l'évolution du jazz, par l'intermédiaire des musiciens de la côte Ouest. Vers le milieu des années 1950, au moment où le hard bop supplante le cool jazz, Stan Getz évolue à l'intérieur même de son style, vers une expression plus virile. Sa sonorité se dilate ; sa technique parfaite lui permet une exploitation plus totale des ressources de l'instrument; il mêle douceur et punch, devient un artiste complet, improvisateur toujours en verve, véhément et raffiné, assumant les tâches les plus ambitieuses comme les plus routinières, à l'aise aussi bien avec Dizzy Gillespie ou Chet Baker qu'avec des orchestres à cordes ou des rythmes brésiliens.
Stan Getz décède d'un cancer du foie en 1991, à l'âge de 64 ans.

## Discographie
- 1950 : A Look At Yesterday[2] avec Wardell Gray et Paul Quinichette chez w:Mainstream Records séances de 1948 et 1950 sorti en 1991
- Conception (1951)
- Stan Getz plays (1953)
- West Coast Jazz (1955)
- Hamp and Getz (1955)
- The Steamer (1956)
- For Musicians Only (1956)
- Stan Getz And The Oscar Peterson Trio (1957)
- At The Opera House (1957)
- Getz Meets Mulligan In Hi-Fi (1957)
- Jazz Jamboree '60 (1960)
- Focus (1961)
- Jazz Samba (1962)
- Big Band Bossa Nova (1962)
- Stan Getz With Cal Tjader (1963)
- Stan Getz And Luiz Bonfa Jazz Samba Encore! (1963)
- Stan Getz with guest artist Laurindo Almeida (1963)
- Getz/Gilberto (1963) – Grammy Award
- Getz Au-Go-Go (1964)
- Stan Getz & Bill Evans (1964)
- Getz Plays Jobim: The Girl From Ipanema (1965)
- Getz/Gilberto vol. 2 (1966) - enregistré en octobre 1964 en public au Carnegie Hall, publié en 1966
- A Song After Sundown (1966)
- Voices (1967)
- Sweet Rain (1967)
- Dynasty (1971) avec Eddy Louiss et René Thomas
- Captain Marvel (1972) avec Airto Moreira
- Communications' 72 (1972) arrangé et orchestré par Michel Legrand
- But Beautiful - avec le Bill Evans Trio
- The Best Of Two Worlds (1976)
- 1976 Moments in Time[3]
- Stan Getz Quartet at Montreux (1977)
- The Peacocks (1977)
- Live, Cannes, France, 1980 (1980)
- The Dolphin (1981)
- Spring Is Here (1981)
- Billy Highstreet Samba (1981)
- Pure Getz (1982)
- Live in Paris  (1982)
- The Stockholm Concerts (1983) - avec Chet Baker
- Voyage (1986) - avec Kenny Barron, George Mraz et Victor Lewis
- Anniversary! (1989) - Enregistré au Jazzhus Montmartre de Copenhague en juillet 1987
- Just Friends (1989) - avec Helen Merrill
- Apasionado (1990) -  avec Jeff Porcaro (Batt.)
- Serenity (1991)
- People Time (1991) – avec Kenny Barron
- Don't Bother[4] chez Nagel-Heyer Records (en)
- The Complete Roost Recordings 1950-1954 (1997)
- Bossas & Ballads- The Lost Sessions (2003) – enregistré dès 1989, mais sorti seulement en 2003
- Jazz sur la Croisette (compilation avec Stan Getz lors du Jazz festival de Cannes en 1958) - (INA Mémoire vive / Abeille Musique)
- Selections from Getz/Gilberto 76 (2015) - enregistré à San Francisco en 1976, mais sorti seulement en 2015
- The Mellow Sound Of Stan Getz[5] chez Prestige

- Café Montmartre  . Live avec Kenny Barron . (1987 et 1991 en duo trois mois avant sa mort)

### Filmographie
- Stan Getz fait une courte apparition dans Le Droit de tuer, interprétant son propre rôle.